# Polygonum dumosum
Polygonum dumosum är en slideväxtart som beskrevs av Pierre Edmond Boissier. Polygonum dumosum ingår i släktet trampörter, och familjen slideväxter. Inga underarter finns listade i Catalogue of Life.